# درعا قيراطة

## قريةقيراطة
قرية قيراطة. هي قرية سوريا تقع في منطقة اللجاه. محافضة درعا. تئسسة عام 1890 سكانها البدو وتشتهر في الزراعه وتربيت المواشي وفي المواقع الأثرية وسكنها في الماضي الرومان والاتراك وتم تحريرها من قبل طلال ابو سليمان الحمد.

- تشتهر قيراطة في
- القمح
- الزيتون
- التين
- اليمونلم يتم العثور على روابط لمواقع التواصل الاجتماعي.

وكافت انواع الزراعه